# Campionato europeo femminile di pallacanestro 1972
Il 13º Campionato Europeo Femminile di Pallacanestro FIBA si è svolto in Bulgaria dal 8 al 16 settembre 1972.

## Risultati

### Turno preliminare

#### Gruppo A
| Team                | V - P | Pts | PF - PS   | +/-  |
| ------------------- | ----- | --- | --------- | ---- |
| 1. Unione Sovietica | 5 - 0 | 10  | 430 - 218 | +218 |
| 2. Ungheria         | 3 - 2 | 8   | 275 - 252 | +23  |
| 3. Romania          | 3 - 2 | 8   | 244 - 286 | -42  |
| 4. Jugoslavia       | 3 - 2 | 8   | 301 - 331 | -30  |
| 5. Polonia          | 1 - 4 | 6   | 248 - 299 | -51  |
| 6. Italia           | 0 - 5 | 5   | 196 - 308 | -112 |

| 8 ottobre 1972, ore 17:00 UTC+2 | Jugoslavia | 59 – 55 (27-21) | Italia |  |

| 8 ottobre 1972, ore 19:00 UTC+2 | Romania | 56 – 53 (26-29) | Ungheria |  |

| 8 ottobre 1972, ore 20:30 UTC+2 | Unione Sovietica | 82 – 46 (38-12) | Polonia |  |

| 9 ottobre 1972, ore 17:00 UTC+2 | Unione Sovietica | 88 – 43 (46-24) | Romania |  |

| 9 ottobre 1972, ore 18:30 UTC+2 | Italia | 30 – 67 (16-32) | Ungheria |  |

| 9 ottobre 1972, ore 20:00 UTC+2 | Jugoslavia | 82 – 66 (38-24) | Polonia |  |

| 10 ottobre 1972, ore 17:00 UTC+2 | Italia | 37 – 93 (13-48) | Unione Sovietica |  |

| 10 ottobre 1972, ore 18:30 UTC+2 | Jugoslavia | 46 – 64 (23-37) | Ungheria |  |

| 10 ottobre 1972, ore 20:00 UTC+2 | Polonia | 46 – 47 (20-15) | Romania |  |

| 11 ottobre 1972, ore 17:00 UTC+2 | Jugoslavia | 61 – 52 (32-30) | Romania |  |

| 11 ottobre 1972, ore 18:30 UTC+2 | Ungheria | 39 – 73 (21-28) | Unione Sovietica |  |

| 11 ottobre 1972, ore 20:00 UTC+2 | Italia | 36 – 43 (15-19) | Polonia |  |

| 12 ottobre 1972, ore 17:00 UTC+2 | Ungheria | 52 – 47 (35-21) | Polonia |  |

| 12 ottobre 1972, ore 18:30 UTC+2 | Italia | 38 – 46 (17-24) | Romania |  |

| 12 ottobre 1972, ore 20:00 UTC+2 | Unione Sovietica | 94 – 53 (46-27) | Jugoslavia |  |

#### Gruppo B
| Team              | V - P | Pts | PF - PS   | +/-  |
| ----------------- | ----- | --- | --------- | ---- |
| 1. Bulgaria       | 5 - 0 | 10  | 299 - 231 | +68  |
| 2. Cecoslovacchia | 4 - 1 | 9   | 327 - 258 | +69  |
| 3. Francia        | 3 - 2 | 8   | 276 - 239 | +37  |
| 4. Germania Est   | 2 - 3 | 7   | 274 - 284 | -10  |
| 5. Paesi Bassi    | 1 - 4 | 6   | 234 - 297 | −63  |
| 6. Austria        | 0 - 5 | 5   | 240 - 341 | −101 |

| 8 ottobre 1972, ore 17:00 UTC+2 | Francia | 64 – 37 (32-18) | Paesi Bassi |  |

| 8 ottobre 1972, ore 19:00 UTC+2 | Bulgaria | 70 – 39 (42-21) | Austria |  |

| 8 ottobre 1972, ore 20:30 UTC+2 | Germania Est | 60 – 68 (32-38) | Cecoslovacchia |  |

| 9 ottobre 1972, ore 17:00 UTC+2 | Paesi Bassi | 44 – 71 (23-35) | Cecoslovacchia |  |

| 9 ottobre 1972, ore 18:30 UTC+2 | Francia | 44 – 53 (14-31) | Bulgaria |  |

| 9 ottobre 1972, ore 20:30 UTC+2 | Austria | 42 – 58 (23-30) | Germania Est |  |

| 10 ottobre 1972, ore 17:00 UTC+2 | Paesi Bassi | 62 – 55 (20-31) | Austria |  |

| 10 ottobre 1972, ore 18:30 UTC+2 | Bulgaria | 63 – 55 (31-21) | Germania Est |  |

| 10 ottobre 1972, ore 20:00 UTC+2 | Cecoslovacchia | 54 – 38 (26-23) | Francia |  |

| 11 ottobre 1972, ore 17:00 UTC+2 | Cecoslovacchia | 79 – 56 (40-15) | Austria |  |

| 11 ottobre 1972, ore 18:30 UTC+2 | Bulgaria | 53 – 38 (22-23) | Paesi Bassi |  |

| 11 ottobre 1972, ore 20:00 UTC+2 | Francia | 58 – 47 (33-25) | Germania Est |  |

| 12 ottobre 1972, ore 17:00 UTC+2 | Francia | 72 – 48 (31-18) | Austria |  |

| 12 ottobre 1972, ore 18:30 UTC+2 | Germania Est | 54 – 53 (23-23) | Paesi Bassi |  |

| 12 ottobre 1972, ore 20:00 UTC+2 | Cecoslovacchia | 55 – 60 (32-28) | Bulgaria |  |

### Fase finale

#### Classificazione 1º-6º posto
| Team                | V - P | Pts | PF - PS   | +/-  |
| ------------------- | ----- | --- | --------- | ---- |
| 1. Unione Sovietica | 5 - 0 | 10  | 392 - 213 | +178 |
| 2. Bulgaria         | 3 - 2 | 8   | 272 - 280 | -8   |
| 3. Cecoslovacchia   | 3 - 2 | 8   | 259 - 289 | -30  |
| 4. Francia          | 2 - 3 | 7   | 231 - 261 | -30  |
| 5. Romania          | 1 - 4 | 6   | 239 - 317 | -78  |
| 6. Ungheria         | 1 - 4 | 6   | 247 - 280 | -33  |

| 8 ottobre 1972, ore 17:00 UTC+2 | Romania | 50 – 54 (27-25) | Cecoslovacchia |  |

| 14 ottobre 1972, ore 17:00 UTC+2 | Unione Sovietica | 63 – 41 (30-19) | Francia |  |

| 14 ottobre 1972, ore 18:30 UTC+2 | Romania | 41 – 61 (20-26) | Bulgaria |  |

| 14 ottobre 1972, ore 20:00 UTC+2 | Ungheria | 52 – 54 (25-23, 21-23) | Cecoslovacchia |  |

| 15 ottobre 1972, ore 17:00 UTC+2 | Romania | 49 – 61 (19-33) | Francia |  |

| 15 ottobre 1972, ore 18:30 UTC+2 | Unione Sovietica | 89 – 42 (45-21) | Cecoslovacchia |  |

| 15 ottobre 1972, ore 20:00 UTC+2 | Ungheria | 61 – 50 (30-23) | Bulgaria |  |

| 16 ottobre 1972, ore 16:00 UTC+2 | Ungheria | 42 – 47 (27-23) | Francia |  |

| 16 ottobre 1972, ore 19:00 UTC+2 | Unione Sovietica | 79 – 48 (35-22) | Bulgaria |  |

#### Classificazione 7º-12º posto
| Team            | V - P | Pts | PF - PS   | +/- |
| --------------- | ----- | --- | --------- | --- |
| 1. Germania Est | 5 - 0 | 10  | 304 - 243 | +61 |
| 2. Jugoslavia   | 3 - 2 | 8   | 341 - 318 | +23 |
| 3. Polonia      | 3 - 2 | 8   | 286 - 272 | +14 |
| 4. Italia       | 2 - 3 | 7   | 248 - 255 | -7  |
| 5. Paesi Bassi  | 2 - 3 | 7   | 283 - 294 | −11 |
| 6. Austria      | 0 - 5 | 5   | 241 - 321 | −80 |

| 14 ottobre 1972, ore 10:00 UTC+2 | Jugoslavia | 76 – 64 (39-39) | Austria |  |

| 14 ottobre 1972, ore 11:30 UTC+2 | Italia | 40 – 65 (22-25) | Germania Est |  |

| 14 ottobre 1972, ore 15:30 UTC+2 | Polonia | 67 – 59 (31-28) | Paesi Bassi |  |

| 15 ottobre 1972, ore 10:00 UTC+2 | Italia | 63 – 44 (39-25) | Austria |  |

| 15 ottobre 1972, ore 11:30 UTC+2 | Polonia | 48 – 59 (26-25) | Germania Est |  |

| 15 ottobre 1972, ore 15:30 UTC+2 | Jugoslavia | 64 – 65 (38-34) | Paesi Bassi |  |

| 16 ottobre 1972, ore 9:00 UTC+2 | Polonia | 62 – 36 (21-23) | Austria |  |

| 16 ottobre 1972, ore 10:30 UTC+2 | Italia | 54 – 44 (23-18) | Paesi Bassi |  |

| 16 ottobre 1972, ore 12:00 UTC+2 | Jugoslavia | 60 – 68 (37-44) | Germania Est |  |

## Classifica finale
| Campione d'Europa | Campione d'Europa | Campione d'Europa |
| --- | ----------------- | --- |
| Unione Sovietica4 Rupšienė, 5 Kobzeva, 6 Kurv'jakova, 7 Kuz'mina, 8 Ovečkina, 9 Kuznecova, 10 Semënova, 11 Zacharova, 12 Ferjabnikova, 13 Guseva, 14 Sucharnova, 15 Klimova, All. Lidija Alekseeva |                   | |
| Argento | Bulgaria          | Bulgaria4 Golčeva, 5 Metodieva, 6 Todorova, 7 Petrova, 8 Kirova, 9 Bogdanova, 10 Novkova, 11 Dilova, 12 Štărkelova, 13 M. Stojanova, 14 Ivanova, 15 P. Stojanova, All. Ivan Gălăbov                          |
| Bronzo | Cecoslovacchia    | Cecoslovacchia4 Grégrová, 5 Spejchalová, 6 Babková, 7 Jarošová, 8 Ptáčková, 9 Miklošovičová, 10 Polláková, 11 Jošková, 12 T. Petrovičová, 13 Jirásková, 14 E. Petrovičová, 15 Jindrová, All. Jindřích Drásal |
| 4. | Francia           | Francia4 Stephan, 5 Dulac, 6 Guidotti, 7 Delmarle, 8 Delachet, 9 Passemard, 10 Chazalon, 11 Le Ray, 12 Guinchard, 13 Riffiod, 14 Quiblier, 15 Hector, All. Joë Jaunay                                        |
| 5. | Romania           | Romania4 Diaconescu, 5 Salcu, 6 Vig, 7 Szabo, 8 Szabados, 9 Gugiu, 10 Borș, 11 Armion, 12 Nicola, 13 Ciocan, 14 Mate, 15 Tița, All. -                                                                        |
| 6. | Ungheria          | Ungheria4 Kathona, 5 Jacsó, 6 E. Horváth, 7 Z. Horváth, 8 Nagy, 9 Rátvay, 10 Kárász, 11 Szabics, 12 Thúróczy, 13 Rajki, 14 Koroknai, 15 Tarjányi, All. László Killik                                         |
| 7. | Germania Est      | Germania Est4 Paulik, 5 Schaal, 6 Zimmermann, 7 Ameis, 8 Kotschwar, 9 Brüning, 10 I. Laabs, 11 Lustgart, 12 Schliebe, 13 Reichelt, 14 Wagner, 15 Bartholomäus, All. Dietrich Laabs                           |
| 8. | Jugoslavia        | Jugoslavia4 Taušan, 5 Veger, 6 Bušljeta, 7 Trajkovski, 8 Janjić, 9 Šipka, 10 Katić, 11 Jovanović, 12 Zorić, 13 Stošić, 14 Kalenić, 15 Ćurulić, All. Borivoje Cenić                                           |
| 9. | Polonia           | Polonia4 Wasielewska, 5 Kaniewska, 6 Strumiłło, 7 Smoleńska, 8 Nowak, 9 Stróżyna, 10 Fromm, 11 Żbikowska, 12 Pulkowska, 13 Wojtal, 14 Marciniak, 15 Biesiekierska, All. Wincenty Wawro                       |
| 10. | Italia            | Italia4 Corsini, 5 Sandon, 6 Milocco, 7 Trevisi, 8 Peri, 9 Bozzolo, 10 Piancastelli, 11 Bocchi, 12 Gorlin, 13 Alderighi, 14 Lenzu, 15 Longo, All. Costantino Michelini                                       |
| 11. | Paesi Bassi       | Paesi Bassi4 Meijll, 5 van der Heyden, 6 de Vries, 7 Geurts, 8 Kraay, 9 van Putten, 10 van der Burg, 11 R. Schouten, 12 Kooiman, 13 de Liefde, 14 van Ham, 15 G. Schouten, All. Jan Burgert                  |
| 12. | Austria           | Austria4 Suchanek, 5 Aichhorn, 6 Pany, 7 Bilik, 8 Groblshegg, 9 Puschner, 10 Schindler, 11 Zinner, 12 Ptacnik, 13 Trmal, 14 Mayrhofer, 15 Weninger, All. -                                                   |